# Emilio Tuero
Emilio Tuero Cubillas (Argelia) 5 de abril de 1912-Ciudad de México, 22 de julio de 1971) fue un actor y productor de cine hispanomexicano.

## Biografía y carrera
Llegó a México en 1923 y se desempeñó en diversos oficios. En 1930, intervino en el cortometraje sonoro El inocente, y un año después, apareció en Terrible pesadilla (1931). A mediados de los años 30, empezó a incursionar en el ámbito artístico, como extra, en cintas como  La isla maldita (1935), el cortometraje  Mexicana (1935), Tras la reja (1937) y Abnegación (1938). Debido a su forma peculiar de cantar, se convirtió en una estrella de la radio, lo que lo catapultó al cine como actor protagónico.[cita requerida]
Su primera película como protagonista fue La india bonita, en 1938.[cita requerida]
Fundó la productora Argel Films. Como productor y actor protagonizó la película Quinto patio, de 1950, que se convirtió en un fenómeno taquillero.[cita requerida]
Se casó con la actriz Marina Tamayo, quien se retiró después de su matrimonio con él en 1942. Después de casarse, se alejó de la casa familiar.[cita requerida] Tuvo 3 hijos con Marina Tamayo y 1 fuera de ese matrimonio, su cuarto hijo de nombre Sergio Tuero Abascal lo reconoció hasta sus 13 años cumplidos ya que se escapó de la casa donde vivía con la familia de su madre Luz Abascal y el sr. Escalante, fue en busca del apoyo de su padre Emilio Tuero. Hijo único de Emilio Tuero y Luz Abascal. 
Sus últimas grabaciones las hizo para la empresa discográfica RCA Víctor, en 1966. Durante ocho años, fue animador de programas de televisión.[cita requerida]

### Muerte
Murió en la Ciudad de México el 22 de julio de 1971, víctima de complicaciones respiratorias y estomacales.[cita requerida] Su cuerpo fue sepultado en su mausoleo familiar, ubicado dentro del Panteón Español, en la misma ciudad.

## Filmografía
- Cri Cri el grillito cantor (1963)
- Viva el amor (1956)
- Historia de un amor (Cautivos del recuerdo) (1955)
- Secretaria particular (1952)
- Salón de belleza (1951)
- Quinto patio (1950)
- La dama del alba (1949)
- Tuya para siempre (1948)
- El deseo (1948)
- María la O (1947)
- Ave de paso (1945)
- Vértigo (1945)
- Tú eres la luz (1945)
- Club Verde (El recuerdo de un vals) (1944)
- El recuerdo de aquella noche (1944)
- El camino de los Gatos (1943)
- La dama de las camelias (1943)
- No matarás (1943)
- Internado para señoritas (1943)
- Resurrección (1943)
- Yo bailé con don Porfirio (1942)
- El baisano Jalil (1942)
- El ángel negro (1942)
- El que tenga un amor (1942)
- Mil estudiantes y una muchacha (1941)
- Noche de recién casados (1941)
- Dos mexicanos en Sevilla (1941)
- Cuando los hijos se van (1941)
- Al son de la marimba (1940)
- ¡Cuando la tierra tembló! (1940)
- En tiempos de don Porfirio (1939)
- Miente y serás feliz (1939)
- Mujeres y toros (1939)
- Una luz en mi camino (1938)
- Juan soldado (1938)
- El rosario de Amozoc (1938)
- La india bonita (1938)
- Tras la reja (1936)
- Mexicana (1935)
- La isla maldita (1934)
- El inocente (1929)